# 鬼訊號2：靈異透視
《鬼訊號2：靈異透視》（英語：White Noise: The Light）是一部2007年的超自然恐怖驚悚片，由帕特里克·卢西尔（Patrick Lussier）执导，主演有内森·菲利安和凱蒂·薩克沃夫。影片由马特·文尼（Matt Venne）编剧，是2005年由杰弗里·萨克斯（Geoffrey Sax）执导的电影《鬼讯号》的独立续集。
该片于2007年1月5日海外上映，2008年1月8日在美国以DVD形式直接发行。尽管影片获得了普遍正面的评价，但商业表现不佳，未能收回其1000万美元的制作成本。

## 剧情
艾比·戴尔的妻子和年幼的儿子被亨利·凯恩杀害，随后亨利自杀身亡，艾比深受打击，情绪崩溃，试图自杀。然而，他经历了一场瀕死經驗，醒来后发现自己拥有了预知死亡的能力。他利用这种能力救下了三名即将死亡的人，其中包括他在康复期间认识的护士雪莉·克拉克。
然而，艾比很快得知一个惊人的事实：亨利在杀害艾比的妻儿之前，实际上曾经拯救过他们的性命。这使艾比怀疑亨利是否也具备预知死亡的能力。为了揭开真相，艾比前往亨利的住处，发现亨利的自杀未遂，依然存活。随着调查的深入，艾比了解到一个名为“第三日”（Tria Mera）的神秘现象，即基督在第三日复活，而在同样的第三日，那些逃脱死亡的凡人将被恶魔附身。艾比意识到，距离他救下那三人已过去三天，他们即将被恶魔控制并被迫杀害他人。面对这一残酷现实，艾比陷入道德困境：为了阻止灾难，他是否需要亲手杀死那些曾被他拯救的人？
艾比最终未能阻止他拯救的第二个人行凶，他赶到现场时为时已晚，但成功夺下了对方的枪支，阻止了对方自杀。他试图向雪莉解释情况，但雪莉起初无法接受。艾比跟随她来到他妻子和儿子遇害的咖啡馆。在路途中，他在后视镜中看到了自己的死亡预兆——一道围绕他的光环。尽管雪莉最终相信了艾比的警告，然而，当艾比举起枪试图保护她时，早已埋伏在咖啡馆的警察误以为他有攻击意图，将他击毙。弥留之际，艾比绝望地恳求雪莉在被恶魔完全控制之前结束自己的生命。但就在她试图拿起枪时，警察抢先夺走了枪支，雪莉情绪失控，被送往救护车。
在救护车中，雪莉拼命挣扎，对抗内心的恶魔。而艾比的灵魂化作一道闪电般的白光，从他的身体中跃出，穿越电线杆，追逐着雪莉的救护车。他以幽灵形态显现，为雪莉带来片刻的安慰。在他的陪伴下，雪莉得以平静地接受死亡，安详地离去。与此同时，飛馳的救護車並未意識到有車禍阻擋了去路。前方一辆油罐车和一辆通勤巴士停了下來，艾比的灵魂再次显现，挡在救护车前方，迫使司机急转方向，成功避免了灾难。事故现场的急救人员和乘客们因此幸免于难。完成使命后，艾比终于看到前方耀眼的白光，妻儿在远处等待着他。他平静地走向光明，灵魂得以安息。与此同时，在黑山县精神病院，亨利则因所有死于他所救之人之手的冤魂纠缠而彻底陷入疯狂。

## 演员
- 内森·菲利安 饰 艾比·戴尔
- 凱蒂·薩克沃夫 饰 雪莉·克拉克
- 克雷格·费尔布拉斯（Craig Fairbrass） 饰 亨利·凯恩
- 阿德里安·霍姆斯（Adrian Holmes） 饰 马蒂·布鲁姆
- 肯德尔·克罗斯（Kendall Cross） 饰 丽贝卡·戴尔
- 泰瑞尔·罗斯瑞（Teryl Rothery） 饰 茱莉亚·凯恩
- 威廉·麦克唐纳（William MacDonald） 饰 卡拉斯医生
- 大卫·米尔查德（David Milchard） 饰 库尔特·格林
- 蒂根·莫斯（Tegan Moss） 饰 莉兹
- 克里斯·希尔兹（Chris Shields） 饰 内森神父
- 大卫·奥斯（David Orth） 饰 瑟林医生

## 制作
影片的制作预算约为1000万美元。由于包含大量暴力和恐怖场景、部分令人不安的画面、涉及敏感主题以及少量粗俗语言，影片被评为PG-13级（13岁以下儿童需在家长陪同下观看）。

## 发行
《鬼訊號2：靈異透視》于海外市场的915家影院上映，2008年1月8日在美国直接以DVD形式发行。

### 家庭媒体
该片首次藍光光碟发行是在2008年11月18日，于加拿大推出了与前作一同收录的双片套装。不过，该版本现已停止发行。在美国，影片于2020年2月11日首次以蓝光形式亮相，以双片套装形式与《紫檀巷》一起由Mill Creek Entertainment公司发行。

## 原声音乐
影片中，艾比在一场儿童祈祷音乐会上目睹了一场表演。表演曲目有匆促樂團的歌曲“The Spirit of Radio”，由溫哥華作曲家特里·弗鲁尔（Terry Frewer）编曲，温哥华巴赫儿童合唱团（Vancouver Bach Children's Chorus）演唱。此次表演的独唱者有玛德琳·巴斯比（Madeline Busby）和奥利维娅·柯斯（Olivia Curth）。

## 票房
截至2008年1月27日，《鬼訊號2：靈異透視》在海外市场的总票房收入为852万美元。

## 评价
与前作相比，《鬼訊號2：靈異透視》收获了更为正面的评价。截至2020年6月，影评汇总网站爛番茄基于8条影评，为影片打出了75%的好评率，平均评分为5.14/10。